# Liste der Lieder von Lily Allen
Dies ist eine Liste der Lieder der britischen  Sängerin und Songwriterin Lily Allen. Aufgelistet sind alle Lieder der Alben Alright, Still (2006), It’s Not Me, It’s You (2009) und Sheezus (2014). Des Weiteren befinden sich alle Non Album Tracks in dieser Liste.
Die Reihenfolge der Titel ist alphabetisch sortiert. Sie gibt Auskunft über die Urheber.

## #
| # | Titel | Autoren                  | Album                 | Jahr |
| - | ----- | ------------------------ | --------------------- | ---- |
| 1 | 22    | Lily Allen, Greg Kurstin | It’s Not Me, It’s You | 2009 |

## A
| # | Titel                | Autoren                                         | Album                           | Jahr |
| - | -------------------- | ----------------------------------------------- | ------------------------------- | ---- |
| 1 | Absolutely Nothing   | Lily Allen, Karen Poole                         | Alright, Still (Deluxe Edition) | 2006 |
| 2 | Age Of Beige         | Lily Allen                                      | Non Album Track                 | 2014 |
| 3 | Air Balloon          | Lily Allen, Shellback                           | Sheezus                         | 2014 |
| 6 | Alfie                | Lily Allen, Greg Kurstin                        | Alright, Still                  | 2006 |
| 5 | Appels               | Lily Allen, Sam Duckworth, Cigarettes After Sex | No Shame                        | 2018 |
| 4 | As Long As I Got You | Lily Allen, Greg Kurstin, Karen Poole           | Sheezus                         | 2014 |

## B
| # | Titel             | Autoren                  | Album                           | Jahr |
| - | ----------------- | ------------------------ | ------------------------------- | ---- |
| 1 | Back to the Start | Lily Allen, Greg Kurstin | It’s Not Me, It’s You           | 2009 |
| 2 | Bass Like Home    | Lily Allen               | Non Album Track                 | 2014 |
| 3 | Blank Expression  | Lily Allen               | Alright, Still (Deluxe Edition) | 2006 |

## C
| # | Titel                           | Autoren                      | Album                           | Jahr |
| - | ------------------------------- | ---------------------------- | ------------------------------- | ---- |
| 1 | Cake                            | Lily Allen                   | No Shame                        |      |
| 2 | Cheryl Tweedy B-Seite auf Smile | Lily Allen                   | Alright, Still (Deluxe Edition) | 2006 |
| 3 | Chinese                         | Lily Allen, Greg Kurstin     | It’s Not Me, It’s You           | 2009 |
| 4 | Cigarettes & Cush               | Stormzy, Kehlani, Lily Allen | Gang Signs & Prayer             | 2017 |
| 5 | Close Your Eyes                 | Lily Allen, Greg Kurstin     | Sheezus                         | 2014 |
| 6 | Come On Then                    | Lily Allen                   | No Shame                        | 2018 |

## D
| # | Titel                | Autoren                     | Album            | Jahr |
| - | -------------------- | --------------------------- | ---------------- | ---- |
| 1 | Dream A Little Dream | Robbie Williams, Lily Allen | Swings Both Ways | 2013 |

## E
| # | Titel                        | Autoren                  | Album                           | Jahr |
| - | ---------------------------- | ------------------------ | ------------------------------- | ---- |
| 1 | Everybody’s Changing         | Lily Allen               | Alright, Still (Deluxe Edition) | 2006 |
| 2 | Everyone’s At It             | Lily Allen, Greg Kurstin | It’s Not Me, It’s You           | 2009 |
| 3 | Everything to Feel Something | Lily Allen               | No Shame                        | 2018 |
| 4 | Everything’s Just Wonderful  | Lily Allen, Greg Kurstin | Alright, Still                  | 2006 |

## F
| # | Titel               | Autoren | Album                                 | Jahr |
| - | ------------------- | --- | ------------------------------------- | ---- |
| 1 | Fag Hag             | Lily Allen | It’s Not Me, It’s You (Japan Edition) | 2009 |
| 2 | Falling Over Myself | Lily Allen | Non Album Track                       | 2014 |
| 3 | Family Mann         | Lily Allen | No Shame                              | 2018 |
| 4 | Friday Night        | Lily Allen, Pablo Cook, Jonny Bull | Alright, Still                        | 2006 |
| 5 | Friend of Mine      | Lily Allen, Ernest Isley, Marvin Isley, O’Kelly Isley, Ronald Isley, Rudolph Isley, Chris Jasper Isley, Darren Lewis, Iyiola Babalola | Alright, Still                        | 2006 |
| 6 | Fuck You            | Lily Allen, Greg Kurstin | It’s Not Me, It’s You                 | 2009 |

## G
| # | Titel           | Autoren    | Album           | Jahr |
| - | --------------- | ---------- | --------------- | ---- |
| 1 | Going To A Town | Lily Allen | Non Album Track | 2017 |

## H
| # | Titel                 | Autoren                                     | Album                    | Jahr |
| - | --------------------- | ------------------------------------------- | ------------------------ | ---- |
| 1 | Happy                 | Lily Allen                                  | Non Album Track          | 2014 |
| 2 | Hard Out Here         | Lily Allen, Greg Kurstin                    | Sheezus                  | 2013 |
| 3 | He Wasn’t There       | Lily Allen, Greg Kurstin                    | It’s Not Me, It’s You    | 2009 |
| 4 | Heaven's Gate         | Burna Boy, Lily Allen                       | Outside                  | 2018 |
| 5 | Higher                | Lily Allen,                                 | No Shame                 | 2018 |
| 6 | Him                   | Lily Allen, Greg Kurstin                    | It’s Not Me, It’s You    | 2009 |
| 7 | Holding on to Nothing | Lily Allen, Fraser T. Smith, Tim Rice-Oxley | Sheezus (Deluxe Edition) | 2014 |

## I
| # | Titel                            | Autoren                  | Album                 | Jahr |
| - | -------------------------------- | ------------------------ | --------------------- | ---- |
| 1 | I Could Say                      | Lily Allen, Greg Kurstin | It’s Not Me, It’s You | 2009 |
| 2 | I Don't Mind Babe                | Lily Allen               | Non Album Track       | 2014 |
| 3 | I Was Blorn In The 80's          | Lily Allen               | Non Album Track       | 2014 |
| 4 | I'll Be Just Fine                | Lily Allen               | Non Album Track       | 2014 |
| 5 | If I Could Save Her From Sadness | Lily Allen               | Non Album Track       | 2014 |
| 6 | Insincerely Yours                | Lily Allen, Greg Kurstin | Sheezus               | 2014 |

## J
| # | Titel                 | Autoren                     | Album               | Jahr |
| - | --------------------- | --------------------------- | ------------------- | ---- |
| 1 | Just Be Good to Green | Professor Green, Lily Allen | Alive Till I'm Dead | 2010 |

## K
| # | Titel                                    | Autoren                                              | Album                                 | Jahr |
| - | ---------------------------------------- | ---------------------------------------------------- | ------------------------------------- | ---- |
| 1 | Kabul Shit B-Seite auf Back to the Start | Lily Allen                                           | It’s Not Me, It’s You (Japan Edition) | 2009 |
| 2 | Knock 'Em Out B-Seite auf LDN            | Lily Allen, Darren Lewis, Iyiola Babalola, Earl King | Alright, Still                        | 2006 |

## L
| # | Titel           | Autoren                                                       | Album          | Jahr |
| - | --------------- | ------------------------------------------------------------- | -------------- | ---- |
| 1 | L8 CMMR         | Lily Allen, Greg Kurstin, Karen Poole                         | Sheezus        | 2014 |
| 2 | LDN             | Lily Allen, Arthur „Duke“ Reid, Darren Lewis, Iyiola Babalola | Alright, Still | 2006 |
| 3 | Life for Me     | Lily Allen, Arthur „Duke“ Reid, Darren Lewis, Iyiola Babalola | Sheezus        | 2014 |
| 4 | Littlest Things | Lily Allen, Mark Ronson, Pierre Bachelet, Hervé Roy           | Alright, Still | 2006 |
| 5 | Little Soldier  | Lily Allen, Tim Rice-Oxley                                    | Pan Soundtrack | 2015 |
| 6 | Lost My Mind    | Lily Allen                                                    | No Shame       | 2018 |

## M
| # | Titel                       | Autoren                      | Album                           | Jahr |
| - | --------------------------- | ---------------------------- | ------------------------------- | ---- |
| 1 | Miserable Without Your Love | Lily Allen, Benjamin Garrett | Sheezus (Deluxe Edition)        | 2014 |
| 2 | Miss A Thing                | Lily Allen                   | Non Album Track                 | 2014 |
| 3 | Mr Blue Sky                 | Lily Allen                   | Alright, Still (Deluxe Edition) | 2006 |
| 4 | My One                      | Lily Allen                   | No Shame                        | 2018 |
| 5 | My Town                     | Lily Allen                   | Non Album Track                 | 2014 |

## N
| # | Titel                        | Autoren                                   | Album                           | Jahr |
| - | ---------------------------- | ----------------------------------------- | ------------------------------- | ---- |
| 1 | Naive                        | Lily Allen                                | Alright, Still (Deluxe Edition) | 2006 |
| 2 | Nan, You’re a Window Shopper | Lily Allen, Darren Lewis, Iyiola Babalola | Alright, Still (U.S. Edition)   | 2006 |
| 3 | Never Gonna Happen           | Lily Allen, Greg Kurstin                  | It’s Not Me, It’s You           | 2009 |
| 4 | Not Big                      | Lily Allen, Greg Kurstin                  | Alright, Still                  | 2001 |
| 5 | Not Fair                     | Lily Allen, Greg Kurstin                  | It’s Not Me, It’s You           | 2009 |

## O
| # | Titel     | Autoren                  | Album                    | Jahr |
| - | --------- | ------------------------ | ------------------------ | ---- |
| 1 | Oh My God | Mark Ronson, Lily Allen  | Version                  | 2007 |
| 2 | Our Time  | Lily Allen, Greg Kurstin | Sheezus (Deluxe Edition) | 2014 |

## P
| # | Titel              | Autoren    | Album    | Jahr |
| - | ------------------ | ---------- | -------- | ---- |
| 1 | Pushing Up Daisies | Lily Allen | No Shame | 2007 |

## S
| # | Titel                                                                 | Autoren                                                                | Album                    | Jahr |
| - | --------------------------------------------------------------------- | ---------------------------------------------------------------------- | ------------------------ | ---- |
| 1 | Shame for You In Großbritannien als Doppel-Single gemeinsam mit Alfie | Lily Allen, Jackie Mittoo                                              | Alright, Still           | 2006 |
| 2 | Sheezus                                                               | Lily Allen, Dacoury Natche                                             | Sheezus                  | 2014 |
| 3 | Shelter You                                                           | Lily Allen, Louis Eliot                                                | Tarka & Friend: Life     | 2013 |
| 4 | Silver Spoon                                                          | Lily Allen, Greg Kurstin                                               | Sheezus                  | 2014 |
| 5 | Smile                                                                 | Lily Allen, Iyiola Babalola, Darren Lewis, Jackie Mittoo, Clement Dodd | Alright, Still           | 2006 |
| 6 | Something's Not Right                                                 | Lily Allen, Tim Rice-Oxley                                             | Pan Soundtrack           | 2015 |
| 7 | Somewhere Only We Know                                                | Tim Rice-Oxley, Tom Chaplin, Richard Hughes-Dodd                       | Sheezus (Deluxe Edition) | 2013 |
| 8 | Stop Right There                                                      | Lily Allen                                                             | Non Album Track          | 2014 |
| 9 | Straight to Hell Lily Allen feat. Mick Jones                          | –                                                                      | Non Album Track          | 2009 |

## T
| # | Titel              | Autoren                                   | Album                 | Jahr |
| - | ------------------ | ----------------------------------------- | --------------------- | ---- |
| 1 | Take My Place      | Lily Allen, Greg Kurstin, Karen Poole     | Sheezus               | 2014 |
| 2 | Take What You Take | Lily Allen, Darren Lewis, Iyiola Babalola | Alright, Still        | 2006 |
| 3 | Three              | Lily Allen                                | No Shame              | 2018 |
| 4 | Trigger Bang       | Lily Allen, Giggs                         | No Shame              | 2018 |
| 5 | True Love          | P!nk, Lily Allen                          | The Truth About Love  | 2012 |
| 6 | The Fear           | Lily Allen, Greg Kurstin                  | It’s Not Me, It’s You | 2009 |

## U
| # | Titel                                   | Autoren                  | Album                           | Jahr |
| - | --------------------------------------- | ------------------------ | ------------------------------- | ---- |
| 1 | U Killed It B-Seite auf Littlest Things | Lily Allen               | Alright, Still (Deluxe Edition) | 2006 |
| 2 | URL Badman                              | Lily Allen, Greg Kurstin | Sheezus                         | 2014 |

## W
| # | Titel                    | Autoren                                                                                     | Album                    | Jahr |
| - | ------------------------ | ------------------------------------------------------------------------------------------- | ------------------------ | ---- |
| 1 | Wanker!                  | Lily Allen                                                                                  | Non Album Track          | 2014 |
| 2 | Waste                    | Lily Allen, Lady Chann                                                                      | No Shame                 | 2018 |
| 3 | What You Waiting For?    | Lily Allen                                                                                  | No Shame                 |      |
| 4 | Who Do You Love?         | Lily Allen, Benjamin Garrett                                                                | Sheezus (Deluxe Edition) | 2014 |
| 5 | Who’d Have Known         | Lily Allen, Greg Kurstin, Gary Barlow, Howard Donald, Jason Orange, Mark Owen, Steve Robson | It’s Not Me, It’s You    | 2009 |
| 6 | Why B-Seite auf Not Fair | Lily Allen                                                                                  | Non Album Track          | 2009 |
| 7 | Wind Your Neck In        | Lily Allen, Greg Kurstin                                                                    | Sheezus (Deluxe Edition) | 2014 |

## Y
| # | Titel       | Autoren               | Album           | Jahr |
| - | ----------- | --------------------- | --------------- | ---- |
| 1 | Your Choice | Lily Allen, Burna Boy | No Shame        | 2018 |
| 2 | YUMMY       | Lily Allen            | Non Album Track | 2014 |